# Криза карбонових лісів

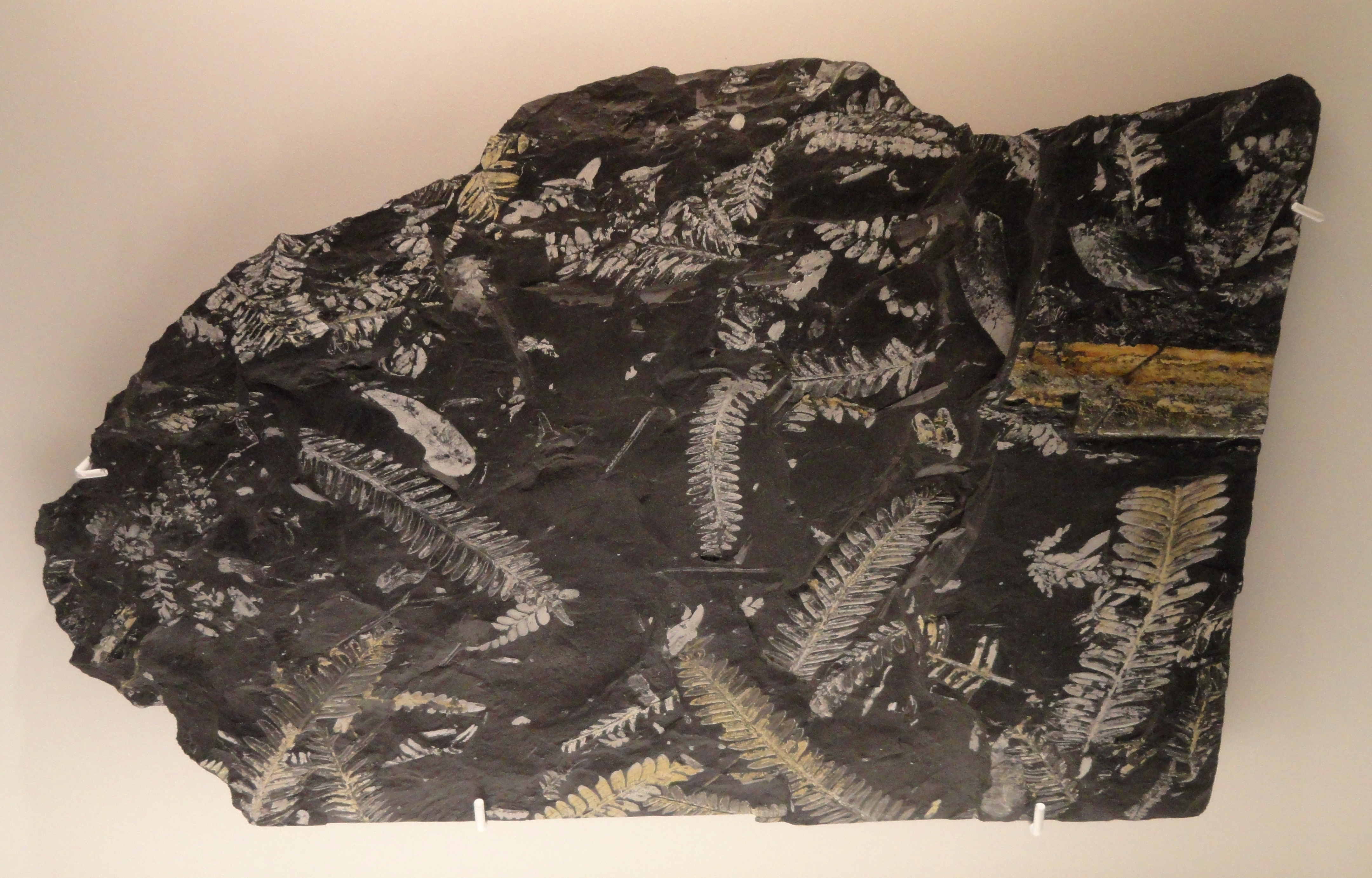
Ліси, які стали згодом викопним кам'яним вугіллям, не повністю зникли після кризи карбонових лісів. Ці скам'янілі рослини походять із того лісу, що ріс через 5 мільйонів років після кризи. Однак, склад лісів змінився: якщо до кризи в них панували лепідодендрони (гігантські плауни), то після кризи їх змінили деревоподібні папороті і насіннєві папороті.

Криза карбонових лісів (англ. «Carboniferous rainforest collapse», CRC) — відносно незначне (у порівнянні з іншими, такими як пермське або крейдове) за масштабом масове вимирання, яке сталося близько 305 мільйонів років тому в кам'яновугільному періоді. В результаті змінився видовий склад величезних кам'яновугільних лісів, що покривали екваторіальні регіони Лавруссії (зараз це Європа та Північна Америка). Криза карбонових лісів, швидше за все, призвела до фрагментації кам'яновугільних лісів, поділу суцільних масивів на окремі «острівці», що, своєю чергою, сприяло зменшенню в розмірах, а незабаром і вимиранню багатьох видів рослин і тварин. В кінцевому підсумку кам'яновугільні ліси збереглися на великих територіях в екваторіальному поясі, але займані ними площі і їх видовий склад змінилися.

## Вимирання в сухопутних екосистемах

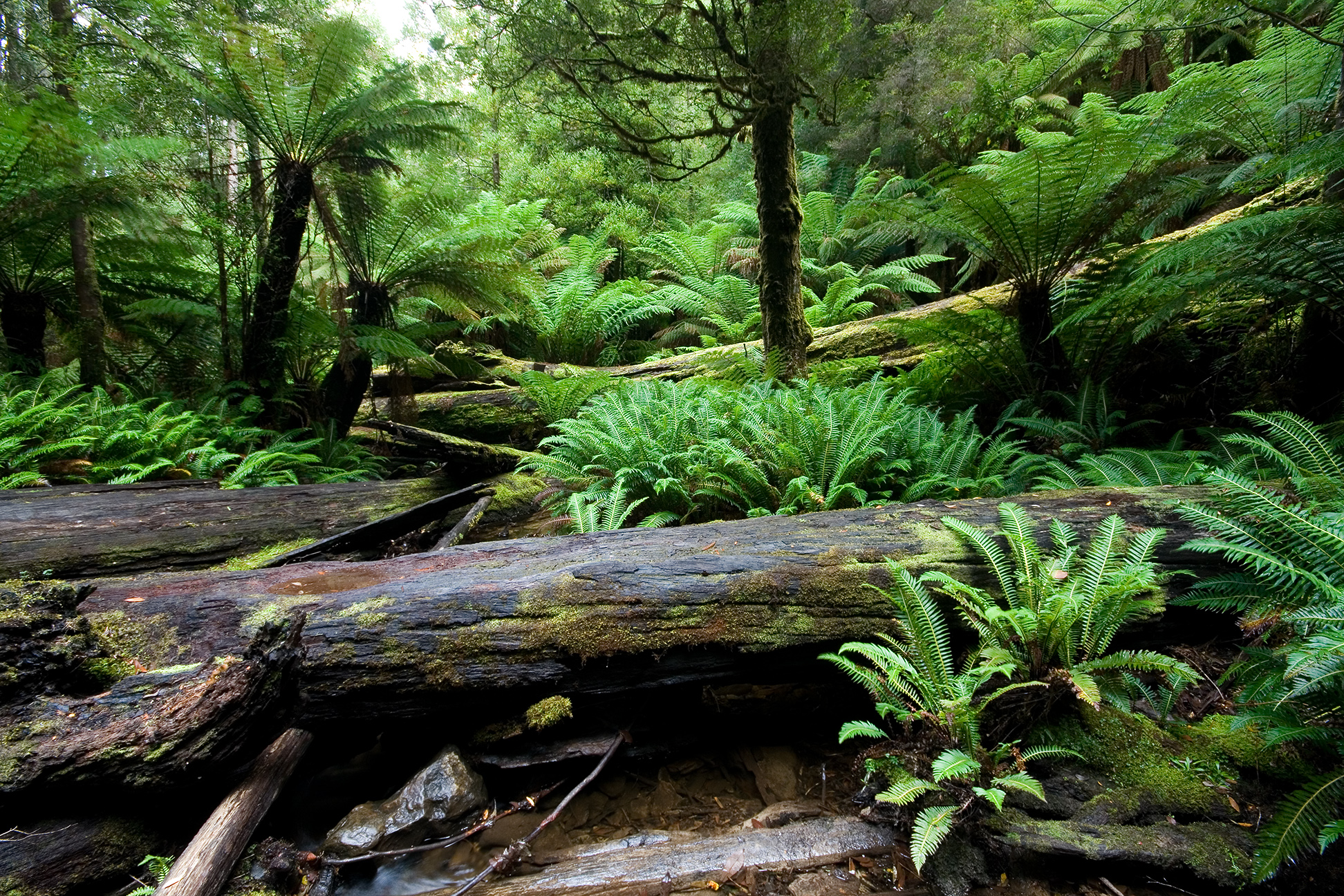
Папорті і деревоподібні папорті в національному парку Маунт-Філд (Тасманія), дають уявлення про те, як міг виглядати кам'яновугільний ліс.

В карбоні великі тропічні ліси, що вкривали Лавруссію, складалися з деревоподібних плаунів і були домом для різних рослин і тварин: гігантських бабок і багатоніжок, тарганів, земноводних і перших амніот.

### Рослини
В Карбоні поява тропічних лісів істотно змінила ландшафти суші, сповільнюючи ерозію річкових берегів і змушуючи річки накопичувати алювій, в результаті чого утворювалися річкові заплави і річкові острови, в тому числі дельти, ґрунтів) завдяки виникненню заплавних лісів, у тому числі накопиченню в заплавах органічних матеріалів і закріпленню ґрунтів пронизують їх кореневими системами рослин.
Криза карбонових лісів була послідовністю змін. Спочатку, в кінці Московського віку, поступово почали з'являтися екологічно невибагливі види папоротей. Потім на початку Касимівського століття сталося раптове і масштабне вимирання домінуючих до того часу плаунів, основними лісотвірними рослинами стали деревоподібні папороті. Це підтверджується останніми дослідженнями, які показують, що характерними для того часу формами рельєфу стали меандри та річкові протоки з річковими островами, також в цей час у відкладах з'являються вивернуті річками стовбури, але на кордоні Московського і Касимівського віків таких стволів стає істотно менше. Тропічні ліси виявляються фрагментовані, спершу єдині їхні масиви розпадаються на острівці, а до кінця Касимівського віку карбонові тропічні ліси зникають з палеонтологічного літопису.

### Тварини
До кризи карбонових лісів більшість  видів тварин були космополітичними: одні й ті ж види були поширені по всьому тропічного поясу Пангеї. Проте в результаті кризи, що розбила єдиний пояс тропічних лісів на ізольовані острівці на кожному з таких острівців лісу стали розвиватися власні унікальні види тварин. Багато видів земноводних вимерли, в той час як видова різноманітність рептилій в результаті кризи карбонових лісів навпаки зросла. Такий хід еволюції можна пояснити теорією острівної біогеографії, що показує, як відбувається еволюція в невеликих ізольованих місцепроживаннях. Ця теорія була спочатку розроблена для океанічних островів, але може застосовуватися і до інших фрагментованим екосистемам, невеликі острівці яких оточені іншими середовищами існування. Теорія острівної біогеографії показує, що фрагментація середовища проживання чинить руйнівну дію на тварин і рослини: багато видів просто вимирають через нестачу необхідних їм ресурсів. Уцілілі ж види адаптуються до обмежених ресурсів, витягують вигоду з нового розподілу цих ресурсів і еволюціонують, породжуючи нові форми. Після кризи карбонових лісів кожен острівець життя вступив на свій еволюційний шлях, в результаті виникло багато унікальних та ендемічних видів.

## Відновлення екосистем і подальша еволюція

### Рослини
Фрагментація вологих біотопів призвела до того, що на території майбутньої Європи залишилося лише кілька невеликих острівців тропічних лісів, які не були здатні підтримувати різноманітність флори, характерну для передуючому кризі Московському віку. До першого віку Пермі — Ассельского — багато характерних для Московського століття сімейства рослин вологих тропічних лісів вимерли.

### Безхребетні
Занепад рослин сприяв зниженню рівня кисню в атмосфері, а саме високий рівень кисню в попередню епоху забезпечував нормальне дихання гігантським членистоногим того часу. Зниження рівня кисню в атмосфері, так само як і втрата середовища проживання, призвели до вимирання гігантських членистоногих, таких як бабки-меганеври та багатоніжки-артроплеври.

### Хребетні

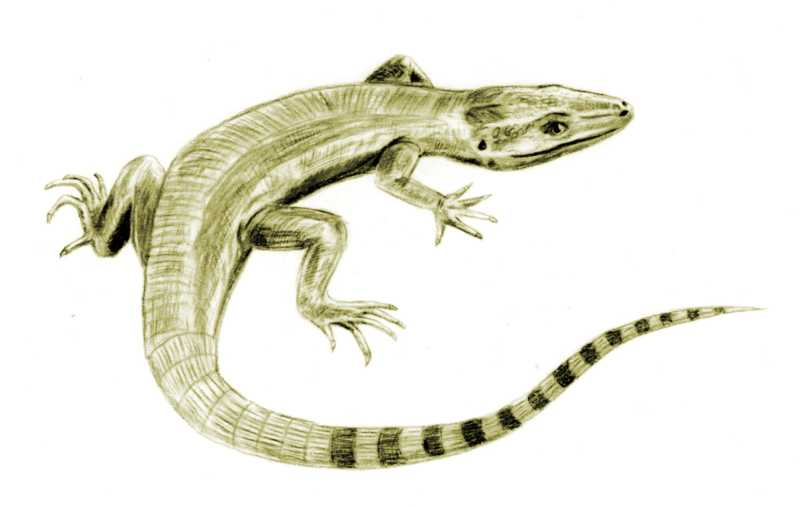
Пристосовані до життя на суходолі ранні синапсиди (предки ссавців), такі як цей Archaeothyris, були одними з тих, хто швидко відновився після кризи карбонових лісів.

Раптове перетворення єдиного і великого поясу тропічних лісів в невеликі ізольовані острівці сильно вплинуло на ряд великих таксонів хребетних. Лабиринтодонти постраждали дуже сильно, в той час як перші плазуни пристосувалися до нових умов краще, будучи фізіологічно адаптованими до більш сухого клімату. Амфібії змушені повертатися у воду для розмноження, оскільки їх ікра і личинки можуть розвиватися лише у воді; на противагу цьому рептилії відкладають амніотичні яйця, здатні розвиватися саме на суші, і ця адаптація виявилася ключовою в змінених умовах. Рептилії захопили нові екологічні ніші й зробили це швидше, ніж до кризи карбонових лісів — а також набагато швидше, ніж це могли зробити земноводні. Саме рептилії, еволюціонуючи з комахоїдних і рибоїдних форм, швидко породили справжніх травоїдних і справжніх хижаків.

## Можливі причини кризи карбонових лісів

### Кліматичні причини
Існує кілька гіпотез про природу і причини кризи карбонових лісів, деякі з цих гіпотез називають серед причин вимирання зміну клімату. Після зледеніння в кінці Башкирського віку (315,2—323,2 мільйона років тому, початок пізнього карбону) клімат став сезонним, виділилися сухий та вологий часи року відповідно.
Згодом, наприкінці Московського віку, клімат став більш сухим. Палеонтологічний літопис говорить про коротке та інтенсивне зледеніння саме в цей час. Рівень моря знизився на 100 метрів, льодовики вкрили більшу частину Гондвани. Більш холодний і сухий клімат не сприяв зростанню тропічних лісів, так само як і існування безлічі населяючих цю екосистему видів. Єдиний пояс тропічних лісів розпався на ізольовані острівці, прив'язані до вологих міжгірних долин і все більше ізольованих один від одного. Збереглися тільки залишки від колишніх тропічних дощових лісів, що складалися з гігантських плаунів. Концентрація вуглекислого газу в атмосфері в кінці Карбону і початку Пермі була однією з найнижчих в історії.
Нова аридизація в кінці Палеозою сприяла заміні вологих тропічних лісів на сезонно-вологі біоми. Хоча точні темпи та природа кризи нині невідомі, вважається, що зникнення карбонових лісів було за геологічними мірками дуже швидким процесом, що зайняв не більше декількох тисячоліть.

### Вулканізм
Останні дослідження [вулканізму в Європі] показали, що в районі нинішньої протоки Скагеррак приблизно 300 мільйонів років тому існував мантійний плюм, що послужив причиною низки великих вивержень за дуже короткий період часу, 297±4 мільйона років тому. Час утворення відповідного тектонічного рифту (розлому) як раз відповідає межі між Московським і Касимовских віками та кризою карбонових лісів.

## Клімат та геологія
Аридизация клімату в середньому і пізньому карбоні збіглася за часом з різкими змінами, що торкнулися як морської, так і наземної фауни. Ця зміна відбилася на складі стародавніх ґрунтів, з яких видно, що змінився характер руслових процесів, русла і ландшафти взагалі стали більш стабільними, а клімат на початку Касимівського віку став сухішим. Це відповідає кліматичній гіпотезі про причини вимирання, заснованої на аналізі належать до того періоду геологічних та палеонтологічних (пов'язаних в першу чергу з рослинами) доказів.

## Відомі місця, де породи того часу виходять на поверхню
- Гамільтон, Канзас, США;
- Джарроу, Тайн-енд-Уїр, Англія;
- Лінтон, [Солайн], Огайо, США
- Ньюшем (Newsham), США
- Ниржани, Чехія
- Джоггінс, Нова Шотландія, Канада

Формація Джоггинс в Новій Шотландії (Канада), є об'єктом всесвітньої спадщини UNESCO і являє собою вихід породи з добре збереженими скам'янілостями. Ці скам'янілості, за мільйони років вросли в породу, що стала тепер скелями на березі Атлантичного океану, відкрив у 1852 році Чарльз Лайєль. У 1859 його колега, [Вільям Доусон], відкрив у формації Джоггінс найдавнішу з відомих на сьогодні рептилій, гілономуса (Hylonomus lyelli), після цього були знайдені та інші скелети цієї тварини.

## Рекомендована література
- Polly, David (2011). The Carboniferous Crises (PDF). Department of Geological Sciences, Indiana University. Архів оригіналу (PDF) за 11 січня 2012. Процитовано March 2013.
- Rincon, Paul (November 2010). Rainforest collapse kickstarted reptile evolution. BBC News. Архів оригіналу за 17 жовтня 2016. Процитовано March 2013.
- Mirsky, Steve (November 2010). Ancient Rainforest Collapse Increased Reptile Diversity. Scientific American Podcast. Архів оригіналу за 17 лютого 2013. Процитовано March 2013.
- Falcon-Lang, Howard (December 2010). Brave new reptilian world. Planet Earth Online. Архів оригіналу за 3 липня 2012. Процитовано March 2013.
- Carboniferous climates and amniote origins. Palaeobiology and Biodiversity Research Group, Department of Earth Sciences, University of Bristol. April 2011. Архів оригіналу за 25 березня 2017. Процитовано March 2013.
- Pritchard, Hamish (August 2011). Early forests tamed wild rivers. BBC News. Архів оригіналу за 19 жовтня 2019. Процитовано March 2013.